# Liga Europy UEFA (2009/2010)/Faza grupowa
Do startu w fazie grupowej uprawnionych było 48 drużyn (w tym 38 zwycięzców rundy play-off Ligi Europy i 10 przegranych rundy play-off Ligi Mistrzów). Losowanie odbyło się 28 sierpnia 2009 (godz. 13:00). W jego trakcie zespoły zostały rozdzielone na 4 koszyki, następnie rozlosowane i podzielone na 12 grup po 4 drużyny każda. Do jednej grupy nie mogły trafić drużyny z tego samego koszyka i federacji.
Wszystkie zespoły zagrały ze sobą dwukrotnie – po 2 najlepsze z każdej grupy awansowały do fazy pucharowej.
Na żółtym tle przedstawiono drużyny, które awansowały z rundy play-off Ligi Europy.

Na różowym tle przedstawiono drużyny, które przegrały w rundzie play-off Ligi Mistrzów.
| Koszyk 1         | Koszyk 1 | Koszyk 1         | Koszyk 1 |
| Drużyna          | Współcz. | Drużyna          | Współcz. |
| ---------------- | -------- | ---------------- | -------- |
| Werder Brema     | 91,339   | Hamburger SV     | 67,339   |
| Villarreal CF    | 80,853   | SL Benfica       | 64,292   |
| Roma             | 78,582   | Valencia CF      | 59,853   |
| PSV Eindhoven    | 75,826   | Panathinaikos AO | 56,633   |
| Szachtar Donieck | 74,370   | Ajax             | 54,826   |
| Sporting CP      | 68,292   | Steaua Bukareszt | 53,781   |

| Koszyk 2      | Koszyk 2 | Koszyk 2       | Koszyk 2 |
| Drużyna       | Współcz. | Drużyna        | Współcz. |
| ------------- | -------- | -------------- | -------- |
| Fenerbahçe SK | 52,445   | Heerenveen     | 33,826   |
| FC Basel      | 51,050   | Galatasaray SK | 33,445   |
| Lille OSC     | 47,033   | RSC Anderlecht | 32,065   |
| Celtic        | 40,575   | Austria Wiedeń | 31,565   |
| Everton       | 35,899   | FC Kopenhaga   | 26,890   |
| Club Brugge   | 34,065   | Lazio          | 26,582   |

| Koszyk 3         | Koszyk 3 | Koszyk 3         | Koszyk 3 |
| Drużyna          | Współcz. | Drużyna          | Współcz. |
| ---------------- | -------- | ---------------- | -------- |
| Hertha BSC       | 26,339   | Athletic Bilbao  | 23,853   |
| Sparta Praga     | 26,150   | Partizan Belgrad | 23,050   |
| Dinamo Bukareszt | 25,781   | Hapoel Tel Awiw  | 18,050   |
| AEK Ateny        | 25,633   | Twente           | 17,826   |
| Slavia Praga     | 25,150   | Dinamo Zagrzeb   | 16,466   |
| Lewski Sofia     | 24,250   | Fulham           | 15,899   |

| Koszyk 4     | Koszyk 4 | Koszyk 4          | Koszyk 4 |
| Drużyna      | Współcz. | Drużyna           | Współcz. |
| ------------ | -------- | ----------------- | -------- |
| CSKA Sofia   | 14,250   | BATE Borysów      | 7,733    |
| Toulouse FC  | 14,033   | CD Nacional       | 7,292    |
| CFR Cluj     | 13,781   | Red Bull Salzburg | 6,565    |
| Genoa        | 12,582   | Sturm Graz        | 3,565    |
| Rapid Wiedeń | 8,565    | FK Ventspils      | 2,833    |
| FC Timișoara | 7,781    | Sheriff Tyraspol  | 1,333    |

Współcz. – wartość współczynnika klubowego.
Pogrubiono nazwy drużyn, które awansowały do fazy pucharowej.

## Grupa A
| Lp. | Drużyna            | M | Z | R | P | Bramki | Bramki | Różn. | Pkt | Uwagi                |
| --- | ------------------ | - | - | - | - | ------ | ------ | ----- | --- | -------------------- |
| 1   | RSC Anderlecht (A) | 6 | 3 | 2 | 1 | 9      | 4      | +5    | 11  | Awans do 1/16 finału |
| 2   | Ajax               | 6 | 3 | 2 | 1 | 8      | 6      | +2    | 11  | Awans do 1/16 finału |
| 3   | Dinamo Zagrzeb     | 6 | 2 | 0 | 4 | 6      | 8      | −2    | 6   |                      |
| 4   | FC Timișoara       | 6 | 1 | 2 | 3 | 4      | 9      | −5    | 5   |                      |

| 117 września 2009 | Ajax | 0:0   | FC Timișoara |                                                              |
| 19:00 CET         |      | (0:0) |              | Amsterdam ArenA, Amsterdam Widzów: 25 391 Sędzia: Alon Yefet |

| 217 września 2009 | Dinamo Zagrzeb | 0:2   | RSC Anderlecht                             |                                                       |
| 19:00 CET         |                | (0:0) | Víctor Bernárdez 74' · Jonathan Legear 88' | Maksimir, Zagrzeb Widzów: 20 tys. Sędzia: Zsolt Szabó |

| 31 października 2009 | RSC Anderlecht | 1:1   | Ajax          |                                                                                  |
| 21:05 CET            | Legear 86'     | (0:0) | Rommedahl 74' | Stade Constant Vanden Stock, Bruksela Widzów: 23 tys. Sędzia: Kristinn Jakobsson |

| 41 października 2009 | FC Timișoara | 0:3   | Dinamo Zagrzeb                       |                                                                                     |
| 21:05 CET            |              | (0:1) | Badelj 8' · Campos 52' · Morales 59' | Stadion imienia Dana Păltinişana, Timișoara Widzów: 10 tys. Sędzia: Peter Rasmussen |

| 522 października 2009 | FC Timișoara | 0:0 | RSC Anderlecht |                                                                                       |
| 21:05 CET             |              |     |                | Stadion imienia Dana Păltinişana, Timișoara Widzów: 10 tys. Sędzia: Claudio Circhetta |

| 622 października 2009 | Ajax                           | 2:1   | Dinamo Zagrzeb |                                                                    |
| 21:05 CET             | Suárez 2' (k.) · Rommedahl 80' | (1:0) | 90' Tomečak    | Amsterdam ArenA, Amsterdam Widzów: 30 700 Sędzia: Thomas Einwaller |

| 75 listopada 2009 | RSC Anderlecht                                 | 3:1   | FC Timișoara |                                                                            |
| 19:00 CET         | Suárez 29' (k.) · Boussoufa 69' · Legear 90+5' | (1:0) | 51' Parks    | Stade Constant Vanden Stock, Bruksela Widzów: 14 tys. Sędzia: Tony Chapron |

| 85 listopada 2009 | Dinamo Zagrzeb | 0:2   | Ajax                          |                                                         |
| 19:00 CET         |                | (0:2) | 13' Pantelić · 45+1' de Zeeuw | Maksimir, Zagrzeb Widzów: 0 Sędzia: Michael Leslie Dean |

| 92 grudnia 2009 | FC Timișoara | 1:2   | Ajax                     |                                                                       |
| 21:05 CET       | Goga 2'      | (1:1) | 8' Suárez · 46' Pantelić | Stadion imienia Dana Păltinişana, Timișoara Sędzia: Paolo Tagliavento |

| 102 grudnia 2009 | RSC Anderlecht | 0:1   | Dinamo Zagrzeb |                                                                |
| 21:05 CET        |                | (0:0) | 57' Slepička   | Stade Constant Vanden Stock, Bruksela Sędzia: Douglas McDonald |

| 1117 grudnia 2009 | Ajax           | 1:3   | RSC Anderlecht               |                                                                |
| 19:00 CET         | Emanuelson 77' | (0:3) | Lukaku 13', 22' · Legear 43' | Amsterdam ArenA, Amsterdam Widzów: 36 156 Sędzia: Cüneyt Çakır |

| 1217 grudnia 2009 | Dinamo Zagrzeb     | 1:2   | FC Timișoara         |                                                             |
| 19:00 CET         | Scutaru 80' (sam.) | (0:0) | Bucur 67' · Goga 84' | Maksimir, Zagrzeb Widzów: 0 Sędzia: Carlos Velasco Carballo |

## Grupa B
| Lp. | Drużyna      | M | Z | R | P | Bramki | Bramki | Różn. | Pkt | Uwagi                |
| --- | ------------ | - | - | - | - | ------ | ------ | ----- | --- | -------------------- |
| 1   | Valencia CF  | 6 | 3 | 3 | 0 | 12     | 8      | +4    | 12  | Awans do 1/16 finału |
| 2   | Lille OSC    | 6 | 3 | 1 | 2 | 15     | 9      | +6    | 10  | Awans do 1/16 finału |
| 3   | Genoa        | 6 | 2 | 1 | 3 | 8      | 10     | −2    | 7   |                      |
| 4   | Slavia Praga | 6 | 0 | 3 | 3 | 5      | 13     | −8    | 3   |                      |

| 117 września 2009 | Lille OSC    | 1:1   | Valencia CF   |                                                                           |
| 19:00 CET         | Gervinho 86' | (0:0) | Juan Mata 78' | Stadion Lille-Métropole, Lille Widzów: 14 676 Sędzia: Alexandru Dan Tudor |

| 217 września 2009 | Genoa                                    | 2:0   | Slavia Praga |                                                                     |
| 19:00 CET         | Alberto Zapater 4' · Giuseppe Sculli 39' | (2:0) |              | Stadio Luigi Ferraris, Genua Widzów: 20 356 Sędzia: Manuel De Sousa |

| 31 października 2009 | Slavia Praga      | 1:5   | Lille OSC                                                         |                                                               |
| 21:05 CET            | Belaid 6' (karny) | (1:0) | Vomáčka 47' (sam.) · Frau 71' · Gervinho 84', 90+1' · Souquet 88' | Stadion Eden, Praga Widzów: 9158 Sędzia: Robert Schörgenhofer |

| 41 października 2009 | Valencia CF                               | 3:2   | Genoa                             |                                                                 |
| 21:05 CET            | Silva 52' · Žigić 56' · Villa 82', karny' | (0:1) | Floccari 41' · Kharja 64', karny' | Estadio Mestalla, Walencja Widzów: 23 tys. Sędzia: Cüneyt Çakır |

| 522 października 2009 | Valencia CF | 1:1   | Slavia Praga |                                                                   |
| 21:05 CET             | Navarro 63' | (0:1) | 27' Naumov   | Estadio Mestalla, Walencja Widzów: 23 tys. Sędzia: Serge Gumienny |

| 622 października 2009 | Lille OSC                              | 3:0   | Genoa |                                                                   |
| 21:05 CET             | Obraniak 38' · Vittek 63' · Hazard 84' | (1:0) |       | Stadion Lille-Métropole, Lille Widzów: 9158 Sędzia: Darko Čeferin |

| 75 listopada 2009 | Slavia Praga             | 2:2   | Valencia CF                   |                                                              |
| 19:00 CET         | Janda 79' · Grajciar 82' | (0:1) | 22' (k.) Joaquín · 47' Maduro | Stadion Eden, Praga Widzów: 10 624 Sędzia: Svein Oddvar Moen |

| 85 listopada 2009 | Genoa                                   | 3:2   | Lille OSC               |                                                                  |
| 19:00 CET         | Palacio 14' · Crespo 58' · Sculli 90+2' | (1:0) | 76' Frau · 84' Gervinho | Stadio Luigi Ferraris, Genua Widzów: 18 tys. Sędzia: Bas Nijhuis |

| 92 grudnia 2009 | Valencia CF                | 3:1   | Lille OSC     |                                                              |
| 21:05 CET       | Joaquín 3', 32' · Mata 53' | (2:0) | 90+1' Chedjou | Estadio Mestalla, Walencja Widzów: 20 tys. Sędzia: Mike Dean |

| 102 grudnia 2009 | Slavia Praga | 0:0 | Genoa |                                                       |
| 21:05 CET        |              |     |       | Stadion Eden, Praga Widzów: 9443 Sędzia: Knut Kircher |

| 1117 grudnia 2009 | Lille OSC                                | 3:1   | Slavia Praga |                                                                     |
| 19:00 CET         | Cabaye 25' · Gervinho 40' · Obraniak 80' | (2:0) | Vlček 56'    | Stadion Lille-Métropole, Lille Widzów: 15 358 Sędzia: Hannes Kaasik |

| 1217 grudnia 2009 | Genoa      | 1:2   | Valencia CF               |                                                                 |
| 19:00 CET         | Crespo 51' | (0:1) | Bruno 45+1' · Villa 90+5' | Stadio Luigi Ferraris, Genua Widzów: 25 tys. Sędzia: Alan Kelly |

## Grupa C
| Lp. | Drużyna             | M | Z | R | P | Bramki | Bramki | Różn. | Pkt | Uwagi                |
| --- | ------------------- | - | - | - | - | ------ | ------ | ----- | --- | -------------------- |
| 1   | Hapoel Tel Awiw (A) | 6 | 4 | 0 | 2 | 13     | 8      | +5    | 12  | Awans do 1/16 finału |
| 2   | Hamburger SV (A)    | 6 | 3 | 1 | 2 | 7      | 6      | +1    | 10  | Awans do 1/16 finału |
| 3   | Celtic              | 6 | 1 | 3 | 2 | 7      | 7      | 0     | 6   |                      |
| 4   | Rapid Wiedeń        | 6 | 1 | 2 | 3 | 8      | 14     | −6    | 5   |                      |

| 117 września 2009 | Hapoel Tel Awiw                          | 2:1   | Celtic             |                                                                         |
| 19:00 CET         | Nemanja Vučićević 75' · Maharan Lala 88' | (0:1) | Jorgos Samaras 25' | Stadion Bloomfield, Tel Awiw-Jafa Widzów: 11 tys. Sędzia: Paul Allaerts |

| 217 września 2009 | Rapid Wiedeń                                                      | 3:0   | Hamburger SV |                                                                |
| 19:00 CET         | Steffen Hofmann 35' · Nikica Jelavić 44' · Christopher Drazan 76' | (2:0) |              | Ernst Happel Stadion, Wiedeń Widzów: 49 850 Sędzia: Ivan Bebek |

| 31 października 2009 | Hamburger SV                             | 4:2   | Hapoel Tel Awiw |                                                               |
| 21:05 CET            | Berg 5', 12' · Elia 41' · Zé Roberto 78' | (3:1) |                 | HSH Nordbank Arena, Hamburg Widzów: 29 976 Sędzia: István Vad |

| 41 października 2009 | Celtic       | 1:1   | Rapid Wiedeń |                                                                        |
| 21:05 CET            | McDonald 21' | (1:1) | Jelavić 4'   | Celtic Park, Glasgow Widzów: 42 013 Sędzia: Bruno Miguel Duarte Paixão |

| 522 października 2009 | Celtic | 0:1   | Hamburger SV |                                                             |
| 21:05 CET             |        | (0:0) | 63' Berg     | Celtic Park, Glasgow Widzów: 38 821 Sędzia: Gianluca Rocchi |

| 622 października 2009 | Hapoel Tel Awiw                                                                | 5:1   | Rapid Wiedeń |                                                                             |
| 21:05 CET             | Dober 30' (sam.) · Menteshashvili 54' · Szechter 59' · Vermouth 69' · Lala 90' | (1:1) | 32' Hofmann  | Stadion Bloomfield, Tel Awiw-Jafa Widzów: 12 500 Sędzia: Kristinn Jakobsson |

| 75 listopada 2009 | Hamburger SV | 0:0 | Celtic |                                                                            |
| 19:00 CET         |              |     |        | HSH Nordbank Arena, Hamburg Widzów: 45 037 Sędzia: Carlos Velasco Carballo |

| 85 listopada 2009 | Rapid Wiedeń | 0:3   | Hapoel Tel Awiw                      |                                                                     |
| 19:00 CET         |              | (0:1) | 13' Jadin · 65' Vermuth · 70' Natcho | Ernst Happel Stadion, Wiedeń Widzów: 49 tys. Sędzia: Tommy Skjerven |

| 92 grudnia 2009 | Celtic                   | 2:0   | Hapoel Tel Awiw |                                                          |
| 21:05 CET       | Samaras 22' · Robson 68' | (1:0) |                 | Celtic Park, Glasgow Widzów: 32 tys. Sędzia: Tony Asumaa |

| 102 grudnia 2009 | Hamburger SV          | 2:0   | Rapid Wiedeń |                                                                |
| 21:05 CET        | Jansen 47' · Berg 53' | (0:0) |              | HSH Nordbank Arena, Hamburg Widzów: 45 737 Sędzia: Bas Nijhuis |

| 1117 grudnia 2009 | Hapoel Tel Awiw | 1:0   | Hamburger SV |                                                                              |
| 19:00 CET         | Yeboah 23'      | (1:0) |              | Stadion Bloomfield, Tel Awiw-Jafa Widzów: 12 tys. Sędzia: Aleksiej Nikołajew |

| 1217 grudnia 2009 | Rapid Wiedeń                | 3:3   | Celtic                           |                                                                   |
| 19:00 CET         | Jelavić 1', 8' · Salihi 19' | (3:1) | Fortuné 24', 67' · McGowan 90+1' | Ernst Happel Stadion, Wiedeń Widzów: 48 tys. Sędzia: Robert Małek |

## Grupa D
| Lp. | Drużyna         | M | Z | R | P | Bramki | Bramki | Różn. | Pkt | Uwagi                |
| --- | --------------- | - | - | - | - | ------ | ------ | ----- | --- | -------------------- |
| 1   | Sporting CP (A) | 6 | 3 | 2 | 1 | 8      | 6      | +2    | 11  | Awans do 1/16 finału |
| 2   | Hertha BSC      | 6 | 3 | 1 | 2 | 6      | 5      | +1    | 10  | Awans do 1/16 finału |
| 2   | Heerenveen      | 6 | 2 | 2 | 2 | 11     | 7      | +4    | 8   |                      |
| 4   | FK Ventspils    | 6 | 0 | 3 | 3 | 3      | 10     | −7    | 3   |                      |

| 117 września 2009 | Hertha BSC          | 1:1   | FK Ventspils       |                                                              |
| 19:00 CET         | Łukasz Piszczek 34' | (1:0) | Edgars Gauračs 48' | Stadion Olimpijski, Berlin Widzów: 13 454 Sędzia: Alan Kelly |

| 217 września 2009 | Heerenveen                              | 2:3   | Sporting CP         |                                                                            |
| 19:00 CET         | Gerald Sibon 12' · Michael Dingsdag 77' | (1:2) | Liédson 17' 40' 88' | Abe Lenstra Stadion, Heerenveen Widzów: 26 tys. Sędzia: Aleksiej Nikołajew |

| 31 października 2009 | Sporting CP      | 1:0   | Hertha BSC |                                                                      |
| 21:05 CET            | Adrien Silva 17' | (1:0) |            | Estádio José Alvalade, Lizbona Widzów: 16 197 Sędzia: Serge Gumienny |

| 41 października 2009 | FK Ventspils | 0:0 | Heerenveen |                                                         |
| 21:05 CET            |              |     |            | Stadion Skonto, Ryga Widzów: 3500 Sędzia: Ołeh Oriechow |

| 522 października 2009 | FK Ventspils     | 1:2   | Sporting CP              |                                                        |
| 21:05 CET             | Laizāns 64' (k.) | (0:1) | 6' Veloso · 85' Moutinho | Stadion Skonto, Ryga Widzów: 4500 Sędzia: Sascha Kever |

| 622 października 2009 | Hertha BSC | 0:1   | Heerenveen |                                                                    |
| 21:05 CET             |            | (0:1) | 36' Losada | Stadion Olimpijski, Berlin Widzów: 13 134 Sędzia: Costas Kapitanis |

| 75 listopada 2009 | Sporting CP | 1:1   | FK Ventspils  |                                                                          |
| 19:00 CET         | Saleiro 22' | (1:1) | 15' Zamperini | Estádio José Alvalade, Lizbona Widzów: 18 103 Sędzia: Ałeksandar Stawrew |

| 85 listopada 2009 | Heerenveen          | 2:3   | Hertha BSC                               |                                                                              |
| 19:00 CET         | Papadopulos 3', 36' | (2:1) | 21', 52' Domowczijski · 90+1' Wichniarek | Abe Lenstra Stadion, Heerenveen Widzów: 18 tys. Sędzia: Pavel Cristian Balaj |

| 93 grudnia 2009 | FK Ventspils | 0:1   | Hertha BSC  |                                         |
| 21:05 CET       |              | (0:1) | Raffael 12' | Stadion Skonto, Ryga Sędzia: Istvan Vad |

| 103 grudnia 2009 | Sporting CP | 1:1   | Heerenveen  |                                                                      |
| 21:05 CET        | Grimi 90+1' | (0:0) | Assaidi 47' | Estádio José Alvalade, Lizbona Widzów: 12 204 Sędzia: Pavel Kralovec |

| 1116 grudnia 2009 | Hertha BSC | 1:0   | Sporting CP |                                                                     |
| 19:00 CET         | Kačar 70'  | (0:0) |             | Stadion Olimpijski, Berlin Widzów: 14 417 Sędzia: Alaksiej Kulbakou |

| 1216 grudnia 2009 | Heerenveen                                            | 5:0   | FK Ventspils |                                                                              |
| 19:00 CET         | Väyrynen 55' · Elm 58' · Sibon 77', 78' · Janmaat 88' | (0:0) |              | Abe Lenstra Stadion, Heerenveen Widzów: 18 tys. Sędzia: Robert Schörgenhofer |

## Grupa E
| Lp. | Drużyna    | M | Z | R | P | Bramki | Bramki | Różn. | Pkt | Uwagi                |
| --- | ---------- | - | - | - | - | ------ | ------ | ----- | --- | -------------------- |
| 1   | Roma       | 6 | 4 | 1 | 1 | 10     | 5      | +5    | 13  | Awans do 1/16 finału |
| 2   | Fulham     | 6 | 3 | 2 | 1 | 8      | 6      | +2    | 11  | Awans do 1/16 finału |
| 3   | FC Basel   | 6 | 3 | 0 | 3 | 10     | 7      | +3    | 9   |                      |
| 4   | CSKA Sofia | 6 | 0 | 1 | 5 | 2      | 12     | −10   | 1   |                      |

| 117 września 2009 | CSKA Sofia          | 1:1   | Fulham              |                                                               |
| 19:00 CET         | Michel Mesquita 62' | (0:0) | Diomansy Kamara 65' | Stadion Narodowy, Sofia Widzów: 28 tys. Sędzia: Darko Čeferin |

| 217 września 2009 | FC Basel                                                 | 2:0   | Roma |                                                                        |
| 19:00 CET         | Carlos Alberto Alves Garcia 11' · Federico Almerares 87' | (1:0) |      | St. Jakob-Park, Bazylea Widzów: 16 459 Sędzia: Carlos Velasco Carballo |

| 31 października 2009 | Roma                     | 2:0   | CSKA Sofia |                                                               |
| 21:05 CET            | Chuka 19' · Perrotta 24' | (2:0) |            | Stadio Olimpico, Rzym Widzów: 20 tys. Sędzia: Vladimír Hriňák |

| 41 października 2009 | Fulham     | 1:0   | FC Basel |                                                              |
| 21:05 CET            | Murphy 57' | (0:0) |          | Craven Cottage, Londyn Widzów: 16 100 Sędzia: Michael Weiner |

| 522 października 2009 | Fulham        | 1:1   | Roma          |                                                             |
| 21:05 CET             | Hangeland 24' | (1:0) | 90' Andreolli | Craven Cottage, Londyn Widzów: 23 561 Sędzia: Paul Allaerts |

| 622 października 2009 | CSKA Sofia | 0:2   | FC Basel      |                                                                 |
| 21:05 CET             |            | (0:1) | 20', 63' Frei | Stadion Narodowy, Sofia Widzów: 17 tys. Sędzia: Manuel De Sousa |

| 75 listopada 2009 | Roma                        | 2:1   | Fulham          |                                                          |
| 19:00 CET         | Riise 69' · Okaka Chuka 76' | (0:1) | 19', k.' Kamara | Stadio Olimpico, Rzym Widzów: 20 tys. Sędzia: Kevin Blom |

| 85 listopada 2009 | FC Basel                          | 3:1   | CSKA Sofia  |                                                              |
| 19:00 CET         | Gelabert 35' · Frei 41' (k.), 67' | (2:0) | 61' Janczew | St. Jakob-Park, Bazylea Widzów: 15 255 Sędzia: Oleg Oriekhov |

| 93 grudnia 2009 | Fulham   | 1:0   | CSKA Sofia |                                                     |
| 21:05 CET       | Gera 15' | (1:0) |            | Craven Cottage, Londyn Sędzia: Pavel Cristian Balaj |

| 103 grudnia 2009 | Roma                         | 2:1   | FC Basel   |                                            |
| 21:05 CET        | Totti 32' (k.) · Vučinić 59' | (1:1) | Huggel 18' | Stadio Olimpico, Rzym Sędzia: Tony Chapron |

| 1116 grudnia 2009 | CSKA Sofia | 0:3   | Roma                            |                                                                    |
| 21:05 CET         |            | (0:1) | Cerci 45+1', 52' · Scardina 89' | Stadion Narodowy, Sofia Widzów: 10 tys. Sędzia: Ałeksandar Stawrew |

| 1216 grudnia 2009 | FC Basel                     | 2:3   | Fulham                     |                                                                  |
| 21:05 CET         | Frei 64' (k.) · Streller 87' | (0:2) | Zamora 41', 45' · Gera 77' | St. Jakob-Park, Bazylea Widzów: 20 063 Sędzia: Martin Ingvarsson |

## Grupa F
| Lp. | Drużyna            | M | Z | R | P | Bramki | Bramki | Różn. | Pkt | Uwagi                |
| --- | ------------------ | - | - | - | - | ------ | ------ | ----- | --- | -------------------- |
| 1   | Galatasaray SK (A) | 6 | 4 | 1 | 1 | 12     | 4      | +8    | 13  | Awans do 1/16 finału |
| 2   | Panathinaikos AO   | 6 | 4 | 0 | 2 | 7      | 4      | +3    | 12  | Awans do 1/16 finału |
| 3   | Dinamo Bukareszt   | 6 | 2 | 0 | 4 | 4      | 12     | −8    | 6   |                      |
| 4   | Sturm Graz         | 6 | 1 | 1 | 4 | 3      | 6      | −3    | 4   |                      |

| 117 września 2009 | Panathinaikos AO         | 1:3   | Galatasaray SK                                        |                                                                    |
| 19:00 CET         | Dimitris Salpingidis 78' | (0:1) | Elano 5' · Milan Baroš 48' · Josu Sarriegi 58' (o.g.) | Stadion Olimpijski, Ateny Widzów: 46 791 Sędzia: Paolo Tagliavento |

| 217 września 2009 | Sturm Graz | 0:1   | Dinamo Bukareszt  |                                                     |
| 19:00 CET         | 12 500     | (0:0) | Gabriel Tamaș 80' | UPC-Arena, Graz Widzów: 14 tys. Sędzia: Tony Asumaa |

| 31 października 2009 | Dinamo Bukareszt | 0:1   | Panathinaikos AO |                                                                     |
| 21:05 CET            |                  | (0:0) | Karangunis 79'   | Stadionul Dinamo, Bukareszt Widzów: 0 Sędzia: César Muñiz Fernández |

| 41 października 2009 | Galatasaray SK | 1:1   | Sturm Graz     |                                                          |
| 21:05 CET            | Baroš 63'      | (0:1) | Beichler 45+1' | Ali Sami Yen, Stambuł Widzów: 22 400 Sędzia: Bas Nijhuis |

| 522 października 2009 | Galatasaray SK                               | 4:1   | Dinamo Bukareszt |                                                                 |
| 21:05 CET             | Kewell 33' · Nonda 42', 46' · Elano 58' (k.) | (2:0) | 63' N’Doye       | Ali Sami Yen, Stambuł Widzów: 22 tys. Sędzia: Martin Ingvarsson |

| 622 października 2009 | Panathinaikos AO     | 1:0   | Sturm Graz |                                                                  |
| 21:05 CET             | Salpingidis 60' (k.) | (0:0) |            | Stadion Olimpijski, Ateny Widzów: 31 127 Sędzia: Peter Rasmussen |

| 75 listopada 2009 | Dinamo Bukareszt | 0:3   | Galatasaray SK                         |                                                              |
| 19:00 CET         |                  | (0:2) | 22' Kewell · 24' Nonda 24' · 56' Topal | Stadionul Dinamo, Bukareszt Widzów: 0 Sędzia: Michael Weiner |

| 85 listopada 2009 | Sturm Graz | 0:1   | Panathinaikos AO |                                                      |
| 19:00 CET         |            | (0:0) | 70' Katsouranis  | UPC-Arena, Graz Widzów: 15322 Sędzia: Pavel Kralovec |

| 93 grudnia 2009 | Galatasaray SK | 1:0   | Panathinaikos AO |                                          |
| 21:05 CET       | Sarp 50'       | (0:0) |                  | Ali Sami Yen, Stambuł Sędzia: Ivan Bebek |

| 103 grudnia 2009 | Dinamo Bukareszt | 2:1   | Sturm Graz     |                                                  |
| 21:05 CET        | Niculae 41', 57' | (1:1) | Sonnleitner 5' | Stadionul Dinamo, Bukareszt Sędzia: Bruno Paixão |

| 1116 grudnia 2009 | Panathinaikos AO              | 3:0   | Dinamo Bukareszt |                                                             |
| 19:00 CET         | Rukavina 54' · Cissé 80', 85' | (0:0) |                  | Stadion Olimpijski, Ateny Widzów: 19 617 Sędzia: Kevin Blom |

| 1216 grudnia 2009 | Sturm Graz   | 1:0   | Galatasaray SK |                                                      |
| 19:00 CET         | Beichler 20' | (1:0) |                | UPC-Arena, Graz Widzów: 15 500 Sędzia: Darko Čeferin |

## Grupa G
| Lp. | Drużyna               | M | Z | R | P | Bramki | Bramki | Różn. | Pkt | Uwagi                |
| --- | --------------------- | - | - | - | - | ------ | ------ | ----- | --- | -------------------- |
| 1   | Red Bull Salzburg (A) | 6 | 6 | 0 | 0 | 9      | 2      | +7    | 18  | Awans do 1/16 finału |
| 2   | Villarreal CF         | 6 | 3 | 0 | 3 | 8      | 6      | +2    | 9   | Awans do 1/16 finału |
| 3   | Lazio                 | 6 | 2 | 0 | 4 | 9      | 10     | −1    | 6   |                      |
| 4   | Lewski Sofia          | 6 | 1 | 0 | 5 | 1      | 9      | −8    | 3   |                      |

| 117 września 2009 | Lazio               | 1:2   | Red Bull Salzburg                     |                                                            |
| 21:05 CET         | Pasquale Foggia 59' | (0:0) | Franz Schiemer 82' · Marc Janko 90+3' | Stadio Olimpico, Rzym Widzów: 25 tys. Sędzia: Saïd Ennjimi |

| 217 września 2009 | Villarreal CF | 1:0   | Lewski Sofia |                                                       |
| 21:05 CET         | Nilmar 72'    | (0:0) |              | El Madrigal, Vila-real Widzów: 5000 Sędzia: Mike Dean |

| 31 października 2009 | Lewski Sofia | 0:4   | Lazio                                                  |                                                                             |
| 19:00 CET            |              | (0:2) | Matuzalém 22' · Zárate 45+2' · Meghni 67' · Rocchi 74' | Stadion im. Georgi Asparuchowa, Sofia Widzów: 16 500 Sędzia: Nikołaj Iwanow |

| 41 października 2009 | Red Bull Salzburg      | 2:0   | Villarreal CF |                                                                           |
| 19:00 CET            | Janko 21' · Tchoyi 85' | (1:0) |               | Stadion Wals-Siezenheim, Salzburg Widzów: 18 800 Sędzia: Costas Kapitanis |

| 522 października 2009 | Red Bull Salzburg | 1:0   | Lewski Sofia |                                                                        |
| 19:00 CET             | Švento 45'        | (1:0) |              | Stadion Wals-Siezenheim, Salzburg Widzów: 17 800 Sędzia: Hannes Kaasik |

| 622 października 2009 | Lazio                   | 2:1   | Villarreal CF |                                                          |
| 19:00 CET             | Zárate 20' · Rocchi 90' | (1:1) | 40' Eguren    | Stadio Olimpico, Rzym Widzów: 20 tys. Sędzia: Ivan Bebek |

| 75 listopada 2009 | Lewski Sofia | 0:1   | Red Bull Salzburg |                                                                            |
| 21:05 CET         |              | (0:0) | 90+3' Schiemer    | Stadion im. Georgi Asparuchowa, Sofia Widzów: 15 tys. Sędzia: Cüneyt Çakır |

| 85 listopada 2009 | Villarreal CF                                  | 4:1   | Lazio      |                                                             |
| 21:05 CET         | Pirès 2', 15' (k.) · 13' Cani · Rossi 83' (k.) | (3:0) | 73' Zárate | El Madrigal, Vila-real Widzów: 15 tys. Sędzia: Knut Kircher |

| 92 grudnia 2009 | Red Bull Salzburg        | 2:1   | Lazio      |                                                                              |
| 19:00 CET       | Afolabi 52' · Tchoyi 78' | (0:0) | Foggia 57' | Stadion Wals-Siezenheim, Salzburg Widzów: 26 270 Sędzia: Alexandru Dan Tudor |

| 102 grudnia 2009 | Lewski Sofia | 0:2   | Villarreal CF         |                                                                            |
| 19:00 CET        |              | (0:1) | Rossi 36' · Senna 84' | Stadion im. Georgi Asparuchowa, Sofia Widzów: 5 tys. Sędzia: Paul Allaerts |

| 1117 grudnia 2009 | Lazio | 0:1   | Lewski Sofia |                                              |
| 21:05 CET         |       | (0:0) | Yovov 61'    | Stadio Olimpico, Rzym Sędzia: William Collum |

| 1217 grudnia 2009 | Villarreal CF | 0:1   | Red Bull Salzburg |                                                |
| 21:05 CET         |               | (0:1) | Švento 7'         | El Madrigal, Vila-real Sędzia: Vladimír Hriňák |

## Grupa H
| Lp. | Drużyna           | M | Z | R | P | Bramki | Bramki | Różn. | Pkt | Uwagi                |
| --- | ----------------- | - | - | - | - | ------ | ------ | ----- | --- | -------------------- |
| 1   | Fenerbahçe SK (A) | 6 | 5 | 0 | 1 | 8      | 3      | +5    | 15  | Awans do 1/16 finału |
| 2   | Twente            | 6 | 2 | 2 | 2 | 5      | 6      | −1    | 8   | Awans do 1/16 finału |
| 2   | Sheriff Tyraspol  | 7 | 1 | 2 | 4 | 5      | 4      | +1    | 5   |                      |
| 4   | Steaua Bukareszt  | 6 | 0 | 4 | 2 | 3      | 6      | −3    | 4   |                      |

| 117 września 2009 | Steaua Bukareszt | 0:0 | Sheriff Tyraspol |                                           |
| 21:05 CET         |                  |     |                  | Ghencea, Bukareszt Sędzia: Pavel Královec |

| 217 września 2009 | Fenerbahçe SK    | 1:2   | Twente                |                                                                                        |
| 21:05 CET         | Mehmet Topuz 74' | (0:0) | Blaise Nkufo 75', 80' | Fenerbahçe Şükrü Saracoğlu Stadyumu, Stambuł Widzów: 35 tys. Sędzia: Claudio Circhetta |

| 31 października 2009 | Twente | 0:0 | Steaua Bukareszt |                                                                |
| 19:00 CET            |        |     |                  | Grolsch Veste, Enschede Widzów: 19 200 Sędzia: Gianluca Rocchi |

| 41 października 2009 | Sheriff Tyraspol | 0:1   | Fenerbahçe SK |                                                                        |
| 19:00 CET            |                  | (0:0) | Alex 54'      | Stadionul Sheriff, Tyraspol Widzów: 13 tys. Sędzia: Ałeksandar Stawrew |

| 522 października 2009 | Sheriff Tyraspol        | 2:0   | Twente |                                                                 |
| 19:00 CET             | Balima 41' · França 90' | (1:0) |        | Stadionul Sheriff, Tyraspol Widzów: 10 tys. Sędzia: Tony Asumaa |

| 622 października 2009 | Steaua Bukareszt | 0:1   | Fenerbahçe SK      |                                                            |
| 19:00 CET             |                  | (0:0) | 59' Kâzım-Richards | Ghencea, Bukareszt Widzów: 15 tys. Sędzia: Dougie McDonald |

| 75 listopada 2009 | Twente        | 2:1   | Sheriff Tyraspol       |                                                                  |
| 21:05 CET         | Stoch 7', 89' | (1:0) | 67', sam.' Cheik Tioté | Grolsch Veste, Enschede Widzów: 19 tys. Sędzia: Aleksei Kulbakov |

| 85 listopada 2009 | Fenerbahçe SK                            | 3:1   | Steaua Bukareszt |                                                                                       |
| 21:05 CET         | André Santos 15' · Bilica 51' · Alex 67' | (1:1) | 38' Kapetanos    | Fenerbahçe Şükrü Saracoğlu Stadyumu, Stambuł Widzów: 26 tys. Sędzia: Thomas Einwaller |

| 92 grudnia 2009 | Sheriff Tyraspol | 1:1   | Steaua Bukareszt |                                                                   |
| 19:00 CET       | Diedhiou 83'     | (0:0) | Juan Toja 87'    | Stadionul Sheriff, Tyraspol Widzów: 12 500 Sędzia: Tommy Skjerven |

| 102 grudnia 2009 | Twente | 0:1   | Fenerbahçe SK |                                                                       |
| 19:00 CET        |        | (0:0) | Lugano 71'    | Grolsch Veste, Enschede Widzów: 24 tys. Sędzia: César Muñiz Fernández |

| 1117 grudnia 2009 | Steaua Bukareszt | 1:1   | Twente   |                                            |
| 21:05 CET         | Kapetanos 18'    | (1:1) | Stam 35' | Ghencea, Bukareszt Sędzia: Manuel de Sousa |

| 1217 grudnia 2009 | Fenerbahçe SK | 1:0   | Sheriff Tyraspol |                                                                  |
| 21:05 CET         | Boral 15'     | (1:0) |                  | Fenerbahçe Şükrü Saracoğlu Stadyumu, Stambuł Sędzia: Zsolt Szabó |

## Grupa I
| Lp. | Drużyna        | M | Z | R | P | Bramki | Bramki | Różn. | Pkt | Uwagi                |
| --- | -------------- | - | - | - | - | ------ | ------ | ----- | --- | -------------------- |
| 1   | SL Benfica (A) | 6 | 5 | 0 | 1 | 13     | 3      | +10   | 15  | Awans do 1/16 finału |
| 2   | Everton (A)    | 6 | 3 | 0 | 3 | 7      | 9      | −2    | 9   | Awans do 1/16 finału |
| 3   | BATE Borysów   | 6 | 2 | 1 | 3 | 7      | 9      | −2    | 7   |                      |
| 4   | AEK Ateny      | 6 | 1 | 1 | 4 | 5      | 11     | −6    | 4   |                      |

| 117 września 2009 | SL Benfica                         | 2:0   | BATE Borysów |                                                             |
| 21:05 CET         | Nuno Gomes 36' · Óscar Cardozo 41' | (2:0) |              | Estádio da Luz, Lizbona Widzów: 34 953 Sędzia: Knut Kircher |

| 217 września 2009 | Everton                                                            | 4:0   | AEK Ateny |                                                              |
| 21:05 CET         | Joseph Yobo 10' · Sylvain Distin 17' · Steven Pienaar 37' · Jô 82' | (3:0) |           | Goodison Park, Liverpool Widzów: 26 747 Sędzia: Robert Małek |

| 31 października 2009 | AEK Ateny              | 1:0   | SL Benfica |                                                                     |
| 19:00 CET            | Daniel Majstorović 43' | (1:0) |            | Stadion Olimpijski, Ateny Widzów: 12 420 Sędzia: Stefan Johannesson |

| 41 października 2009 | BATE Borysów     | 1:2   | Everton                   |                                                        |
| 19:00 CET            | Lichtarowicz 17' | (1:0) | Fellaini 68' · Cahill 77' | Stadion Dynama, Mińsk Widzów: 2300 Sędzia: Pavel Balaj |

| 522 października 2009 | BATE Borysów             | 2:1   | AEK Ateny       |                                                           |
| 19:00 CET             | Pawlaw 51' · Ałumona 85' | (0:1) | 31' (k.) Blanco | Stadion Dynama, Mińsk Widzów: 20 tys. Sędzia: Zsolt Szabó |

| 622 października 2009 | SL Benfica                                       | 5:0   | Everton |                                                               |
| 19:00 CET             | Saviola 14', 83' · Cardozo 47', 48' · Luisão 52' | (1:0) |         | Estádio da Luz, Lizbona Widzów: 44 534 Sędzia: Nikołaj Iwanow |

| 75 listopada 2009 | AEK Ateny               | 2:2   | BATE Borysów                  |                                                              |
| 21:05 CET         | Blanco 1' · Manduca 38' | (2:2) | 17' Radziwonau · 25' Waładźko | Stadion Olimpijski, Ateny Widzów: 10 tys. Sędzia: Alon Yefet |

| 85 listopada 2009 | Everton | 0:2   | SL Benfica                |                                                              |
| 21:05 CET         |         | (0:0) | 63' Saviola · 76' Cardozo | Goodison Park, Liverpool Widzów: 30 790 Sędzia: Said Ennjimi |

| 92 grudnia 2009 | BATE Borysów  | 1:2   | SL Benfica                       |                                                                |
| 19:00 CET       | Sasnowski 69' | (0:0) | Saviola 46' · Fábio Coentrão 63' | Stadion Dynama, Mińsk Widzów: 10 tys. Sędzia: Thomas Einwaller |

| 102 grudnia 2009 | AEK Ateny | 0:1   | Everton         |                                                                     |
| 19:00 CET        |           | (0:1) | Bilaletdinow 6' | Stadion Olimpijski, Ateny Widzów: 15 tys. Sędzia: Claudio Circhetta |

| 1117 grudnia 2009 | SL Benfica        | 2:1   | AEK Ateny  |                                                 |
| 21:05 CET         | Di María 45', 73' | (1:0) | Blanco 84' | Estádio da Luz, Lizbona Sędzia: Gianluca Rocchi |

| 1217 grudnia 2009 | Everton | 0:1   | BATE Borysów |                                                               |
| 21:05 CET         |         | (0:0) | Jurewicz 75' | Goodison Park, Liverpool Widzów: 18 242 Sędzia: Selçuk Dereli |

## Grupa J
| Lp. | Drużyna              | M | Z | R | P | Bramki | Bramki | Różn. | Pkt | Uwagi                |
| --- | -------------------- | - | - | - | - | ------ | ------ | ----- | --- | -------------------- |
| 1   | Szachtar Donieck (A) | 6 | 4 | 1 | 1 | 14     | 3      | +11   | 13  | Awans do 1/16 finału |
| 2   | Club Brugge          | 6 | 3 | 2 | 1 | 10     | 8      | +2    | 11  | Awans do 1/16 finału |
| 3   | Toulouse FC          | 6 | 2 | 1 | 3 | 6      | 11     | −5    | 7   |                      |
| 4   | Partizan Belgrad     | 6 | 1 | 0 | 5 | 6      | 14     | −8    | 3   |                      |

| 117 września 2009 | Club Brugge        | 1:4   | Szachtar Donieck                                                            |                                                                       |
| 21:05 CET         | Karel Geraerts 62' | (0:3) | Ołeksij Haj 11' · Willian 19' · Darijo Srna 35' · Kostiantyn Krawczenko 75' | Jan Breydel Stadion, Brugia Widzów: 25 tys. Sędzia: Martin Ingvarsson |

| 217 września 2009 | Partizan Belgrad               | 2:3   | Toulouse FC                                  |                                                                 |
| 21:05 CET         | Mladen Krstajić 23' · Cléo 67' | (1:2) | Pantxi Sirieix 30', 38' · Antoine Devaux 49' | Stadion Partizana, Belgrad Widzów: 13 845 Sędzia: Selçuk Dereli |

| 31 października 2009 | Toulouse FC              | 2:2   | Club Brugge                |                                                               |
| 19:00 CET            | Sissoko 55' · Gignac 84' | (0:2) | Akpala 53' · Perišić 90+4' | Stadium Municipal, Tuluza Widzów: 12 215 Sędzia: Sascha Kever |

| 41 października 2009 | Szachtar Donieck                                          | 4:1   | Partizan Belgrad |                                                              |
| 19:00 CET            | Lomić 25' (sam.) · Adriano 38' · Jádson 56' · Rakycki 67' | (2:0) | Ljajić 86'       | Donbas-Arena, Donieck Widzów: 49 tys. Sędzia: William Collum |

| 522 października 2009 | Szachtar Donieck                                       | 4:0   | Toulouse FC |                                                                          |
| 19:00 CET             | Fernandinho 8' (k.) · Adriano 24', 56' · Hübschman 39' | (3:0) |             | Donbas-Arena, Donieck Widzów: 49 tys. Sędzia: Bruno Miguel Duarte Paixão |

| 622 października 2009 | Club Brugge     | 2:0   | Partizan Belgrad |                                                                    |
| 19:00 CET             | Perišić 4', 58' | (1:0) |                  | Jan Breydel Stadion, Brugia Widzów: 18 903 Sędzia: Mike Leise Dean |

| 75 listopada 2009 | Toulouse FC | 0:2   | Szachtar Donieck           |                                                                        |
| 19:00 CET         |             | (0:0) | 50' Luiz Adriano · 63' Haj | Stadium Municipal, Tuluza Widzów: 12 046 Sędzia: Cesar Muniz Fernandez |

| 85 listopada 2009 | Partizan Belgrad            | 2:4   | Club Brugge                                        |                                                                         |
| 19:00 CET         | Ljajić 52' · Washington 66' | (0:2) | 28' Perišić · 36', 57' Kouemaha · 74' Odjidja-Ofoe | Stadion Partizana, Belgrad Widzów: 12 tys. Sędzia: Robert Schörgenhofer |

| 93 grudnia 2009 | Szachtar Donieck | 0:0 | Club Brugge |                                           |
| 19:00 CET       |                  |     |             | Donbas-Arena, Donieck Sędzia: Zsolt Szabo |

| 103 grudnia 2009 | Toulouse FC | 1:0   | Partizan Belgrad |                                                      |
| 19:00 CET        | Braaten 54' | (0:0) |                  | Stadium Municipal, Tuluza Sędzia: Kristinn Jakobsson |

| 1116 grudnia 2009 | Club Brugge   | 1:0   | Toulouse FC |                                                                      |
| 21:05 CET         | Perišić 90+2' | (0:0) |             | Jan Breydel Stadion, Brugia Widzów: 23 668 Sędzia: Svein Oddvar Moen |

| 1216 grudnia 2009 | Partizan Belgrad | 1:0   | Szachtar Donieck |                                                                  |
| 21:05 CET         | Diarra 6'        | (1:0) |                  | Stadion Partizana, Belgrad Widzów: 6 tys. Sędzia: Michael Weiner |

## Grupa K
| Lp. | Drużyna           | M | Z | R | P | Bramki | Bramki | Różn. | Pkt | Uwagi                |
| --- | ----------------- | - | - | - | - | ------ | ------ | ----- | --- | -------------------- |
| 1   | PSV Eindhoven (A) | 6 | 4 | 2 | 0 | 8      | 3      | +5    | 14  | Awans do 1/16 finału |
| 2   | FC Kopenhaga      | 6 | 3 | 1 | 2 | 7      | 4      | +3    | 10  | Awans do 1/16 finału |
| 3   | Sparta Praga      | 6 | 2 | 1 | 3 | 7      | 9      | −2    | 7   |                      |
| 4   | CFR Cluj          | 6 | 1 | 0 | 5 | 4      | 10     | −6    | 3   |                      |

| 117 września 2009 | Sparta Praga                        | 2:2   | PSV Eindhoven                   |                                                              |
| 21:05 CET         | Roman Hubník 76' · Martin Zeman 87' | (0:0) | Jonathan Reis 80', 90+1' (pen.) | Generali Arena, Praga Widzów: 16 703 Sędzia: Dougie McDonald |

| 217 września 2009 | CFR Cluj                           | 2:0   | FC Kopenhaga |                                                                                 |
| 21:05 CET         | Juan Culio 53' · Traore Lacina 75' | (0:0) |              | Dr. Constantin Rădulescu, Kluż-Napoka Widzów: 22 tys. Sędzia: Alaksiej Kulbakou |

| 31 października 2009 | FC Kopenhaga | 1:0   | Sparta Praga |                                                        |
| 19:00 CET            | N’Doye 26'   | (1:0) |              | Parken, Kopenhaga Widzów: 15 043 Sędzia: Hannes Kaasik |

| 41 października 2009 | PSV Eindhoven | 1:0   | CFR Cluj |                                                                  |
| 19:00 CET            | Bakkal 9'     | (1:0) |          | Philips Stadion, Eindhoven Widzów: 14 500 Sędzia: Tommy Skjerven |

| 522 października 2009 | PSV Eindhoven | 1:0   | FC Kopenhaga |                                                               |
| 19:00 CET             | Reis 73'      | (0:0) |              | Philips Stadion, Eindhoven Widzów: 16 tys. Sędzia: Alan Kelly |

| 622 października 2009 | Sparta Praga           | 2:0   | CFR Cluj |                                                                 |
| 19:00 CET             | Kucka 15' · Hubník 32' | (2:0) |          | Generali Arena, Praga Widzów: 10 133 Sędzia: Aleksiej Nikołajew |

| 75 listopada 2009 | FC Kopenhaga      | 1:1   | PSV Eindhoven |                                                          |
| 21:05 CET         | Grønkjær 39' (k.) | (1:0) | 72' Dzsudzsák | Parken, Kopenhaga Widzów: 21 605 Sędzia: Vladimir Hrinak |

| 85 listopada 2009 | CFR Cluj                     | 2:3   | Sparta Praga                     |                                                                             |
| 21:05 CET         | Traoré 25' · Dubarbier 90+1' | (1:2) | 6', 13' Holenda · 90+6' Wilfried | Dr. Constantin Rădulescu, Kluż-Napoka Widzów: 10 tys. Sędzia: Selçuk Dereli |

| 93 grudnia 2009 | PSV Eindhoven | 1:0   | Sparta Praga |                                                      |
| 19:00 CET       | Reis 90+1'    | (0:0) |              | Philips Stadion, Eindhoven Sędzia: Martin Ingvarsson |

| 103 grudnia 2009 | FC Kopenhaga              | 2:0   | CFR Cluj |                                         |
| 19:00 CET        | Vingaard 37' · N’Doye 43' | (2:0) |          | Parken, Kopenhaga Sędzia: Darko Ceferin |

| 1116 grudnia 2009 | Sparta Praga | 0:3   | FC Kopenhaga                        |                                                           |
| 21:05 CET         |              | (0:2) | N’Doye 22', 30' · Grønkjær 54' (k.) | Generali Arena, Praga Widzów: 17 151 Sędzia: Sascha Kever |

| 1216 grudnia 2009 | CFR Cluj | 0:2   | PSV Eindhoven                  |                                                                           |
| 21:05 CET         |          | (0:1) | Lazović 19' (k.) · Amrabat 68' | Dr. Constantin Rădulescu, Kluż-Napoka Widzów: 3 tys. Sędzia: Saïd Ennjimi |

## Grupa L
| Lp. | Drużyna             | M | Z | R | P | Bramki | Bramki | Różn. | Pkt | Uwagi                |
| --- | ------------------- | - | - | - | - | ------ | ------ | ----- | --- | -------------------- |
| 1   | Werder Brema (A)    | 6 | 5 | 1 | 0 | 17     | 6      | +11   | 16  | Awans do 1/16 finału |
| 2   | Athletic Bilbao (A) | 6 | 3 | 1 | 2 | 10     | 8      | +2    | 10  | Awans do 1/16 finału |
| 3   | CD Nacional         | 6 | 1 | 2 | 3 | 11     | 12     | −1    | 5   |                      |
| 4   | Austria Wiedeń      | 6 | 0 | 2 | 4 | 4      | 16     | −12   | 2   |                      |

| 117 września 2009 | Athletic Bilbao                                     | 3:0   | Austria Wiedeń |                                                      |
| 21:05 CET         | Fernando Llorente 8' (pen.), 24' · Iker Muniain 59' | (2:0) |                | San Mamés, Bilbao Widzów: 38 tys. Sędzia: Kevin Blom |

| 217 września 2009 | CD Nacional                           | 2:3   | Werder Brema                                      |                                                                    |
| 21:05 CET         | Felipe Lopes 68' · Rafik Halliche 75' | (0:1) | Torsten Frings 38' (k) · Claudio Pizarro 55', 85' | Estádio da Madeira, Funchal Widzów: 3000 Sędzia: Svein Oddvar Moen |

| 31 października 2009 | Werder Brema                                | 3:1   | Athletic Bilbao |                                                                |
| 19:00 CET            | Hunt 18' · Naldo 41' · Frings 90+3' (karny) | (2:0) | Llorente 90+1'  | Weserstadion, Brema Widzów: 24 305 Sędzia: Alexandru Dan Tudor |

| 41 października 2009 | Austria Wiedeń | 1:1   | CD Nacional |                                                                 |
| 19:00 CET            | Schumacher 77' | (0:1) | Micael 36'  | Franz-Horr-Stadion, Wiedeń Widzów: 11 tys. Sędzia: Tony Chapron |

| 522 października 2009 | Austria Wiedeń                | 2:2   | Werder Brema     |                                                                      |
| 19:00 CET             | Sulimani 72' · Schumacher 87' | (0:1) | 19', 63' Pizarro | Franz-Horr-Stadion, Wiedeń Widzów: 11 tys. Sędzia: Paolo Tagliavento |

| 622 października 2009 | Athletic Bilbao               | 2:1   | CD Nacional |                                                      |
| 19:00 CET             | Etxeberria 70' · Llorente 86' | (0:1) | 43' Micael  | San Mamés, Bilbao Widzów: 35 tys. Sędzia: István Vad |

| 75 listopada 2009 | Werder Brema               | 2:0   | Austria Wiedeń |                                                                |
| 21:05 CET         | Borowski 81' · Almeida 84' | (0:0) |                | Weserstadion, Brema Widzów: 24 tys. Sędzia: Stefan Johannesson |

| 85 listopada 2009 | CD Nacional    | 1:1   | Athletic Bilbao     |                                                                 |
| 21:05 CET         | Edgar 64' (k.) | (0:0) | 85' (k.) Etxeberria | Estádio da Madeira, Funchal Widzów: 2945 Sędzia: William Collum |

| 93 grudnia 2009 | Austria Wiedeń | 0:3   | Athletic Bilbao                  |                                                      |
| 19:00 CET       |                | (0:1) | Llorente 19', 84' · San José 62' | Franz-Horr-Stadion, Wiedeń Sędzia: Svein Oddvar Moen |

| 103 grudnia 2009 | Werder Brema                                  | 4:1   | CD Nacional |                                        |
| 19:00 CET        | Rosenberg 31', 34' · Moreno 84' · Marin 90+2' | (2:0) | Micael 61'  | Weserstadion, Brema Sędzia: Alon Yefet |

| 1116 grudnia 2009 | Athletic Bilbao | 0:3   | Werder Brema                            |                                                          |
| 21:05 CET         |                 | (0:3) | Pizarro 13' · Naldo 20' · Rosenberg 36' | San Mamés, Bilbao Widzów: 38 tys. Sędzia: Serge Gumienny |

| 1216 grudnia 2009 | CD Nacional                                              | 5:1   | Austria Wiedeń |                                                                     |
| 21:05 CET         | Micael 23', 57' · Mateus 33' · Tomašević 61' · Lopes 66' | (2:1) | Schumacher 21' | Estádio da Madeira, Funchal Widzów: 3 tys. Sędzia: Costas Kapitanis |